# Пажгинське сільське поселення
Пажги́нське сільське поселення (рос. Пажгинское сельское поселение) — муніципальне утворення у складі Сиктивдинського району Республіки Комі, Росія. Адміністративний центр — село Пажга.

## Населення
Населення — 2320 осіб (2017, 2306 у 2010, 2455 у 2002, 2981 у 1989).

## Склад
До складу поселення входять такі населені пункти:
| Населений пункт     | Населення, осіб (1989) | Населення, осіб (2002) | Населення, осіб (2010) |
| ------------------- | ---------------------- | ---------------------- | ---------------------- |
| Гар'їнський, селище | 544                    | 403                    | 331                    |
| Гар'я, присілок     | 565                    | 195                    | 437                    |
| Жуед, присілок      | 37                     | 20                     | 20                     |
| Пажга, село         | 1585                   | 1674                   | 1362                   |
| Парчим, присілок    | 49                     | 43                     | 29                     |
| Разгорт, присілок   | 37                     | 18                     | 20                     |
| Савапіян, присілок  | 164                    | 102                    | 107                    |